# Koldewey-Gesellschaft
Die Koldewey-Gesellschaft, Vereinigung für baugeschichtliche Forschung e. V. ist eine im Jahr 1926 gegründete und nach Robert Koldewey benannte deutsche Fachgesellschaft für Ausgrabungswissenschaft und Bauforschung.

## Gesellschaft
Die Gesellschaft hat 2020 rund 350 Mitglieder, vor allem bauhistorisch arbeitende Architekten, aber auch Kunsthistoriker, Archäologen, Prähistoriker und sonstige Wissenschaftler, die auf dem Gebiet der Bauforschung tätig sind. Ein Großteil sind Hochschullehrer dieses Fachgebietes.
Die Koldewey-Gesellschaft ist in Stuttgart im Vereinsregister eingetragen.

## Geschichte
Die Koldewey-Gesellschaft wurde am 25. Juni 1926 – ein Jahr nach dem Tod von Robert Koldewey – anlässlich der 1. Tagung für Ausgrabungswissenschaft und Bauforschung in Bamberg unter dem Namen Arbeitsgemeinschaft archäologischer Architekten gegründet. Anlässlich der Gründung wurde formuliert: „Mit Unterstützung des Reiches haben sich nunmehr nahezu sämtliche als Ausgräber tätig gewesenen Architekten zu der oben genannten Koldewey-Gesellschaft zusammengeschlossen, um die Frage der Ausbildung eines Nachwuchses praktisch in die Hand zu nehmen. Die beabsichtigte Tätigkeit der neuen Gesellschaft wird nicht nur für die deutsche Auslandsforschung wichtig sein, auch die Altertumsforschung auf deutschem Boden wird ihren Nutzen davon ziehen.“ Zu den Initianten der Koldewey-Gesellschaft zählten unter anderem Walter Andrae, Armin von Gerkan, Uvo Hölscher, Daniel Krencker, Fritz Krischen und Friedrich Wachtsmuth. In den ersten Jahren traten darüber hinaus zum Beispiel Ludwig Borchardt, Wilhelm Dörpfeld und Cornelius Gurlitt der Gesellschaft bei.
1. Vorsitzende
- 1949–1953: Harald Hanson
- 1953–1963: Rudolf Naumann
- 1963–1969: Arnold Tschira
- 1986–1994: Cord Meckseper
- 1994–2000: Adolf Hoffmann
- 2010–2016: Martin Bachmann
- seit Mai 2018: Alexander von Kienlin, Inhaber des Lehrstuhls für Baugeschichte der Technischen Universität München, stellvertretende 1. Vorsitzende ist Corinna Rohn von der Hochschule RheinMain Wiesbaden, 2. Vorsitzende ist Ursula Quatember von der Universität Graz.

## Ziele und Tätigkeit
Ziel der Gesellschaft ist, die Bauforschung insbesondere auf dem Gebiet der antiken Architektur zu intensivieren. Weitere Aufgaben, denen sich die Gesellschaft stellt, sind die Förderung wissenschaftliches Nachwuchses, Mitwirkung bei Fragen der Kunst- und Denkmalpflege und Förderung der Zusammenarbeit mit ausländischen Wissenschaftlern.
Die Koldewey-Gesellschaft veranstaltet hierzu alle zwei Jahre Fachtagungen. Sie wurden – außer zwischen 1931 und 1936 – bis zum Beginn des Zweiten Weltkrieges jährlich abgehalten. Seit 1947 finden sie alle zwei Jahre statt, seit 1976 in geraden Jahren.
Die Ergebnisdokumentation, die anfangs unregelmäßig in verschiedenen Zeitschriften erschien, seit 1957 als eigenständige Publikation, seit 1963 unter dem Titel Bericht über die Tagung für Ausgrabungswissenschaft und Bauforschung, und seit 2004 als gleichnamige Reihe erscheint, gehört zu den wichtigsten wissenschaftlichen Veröffentlichungsreihen für Bauforschung und Baugeschichte im deutschsprachigen Raum.
Darüber hinaus gibt die Gesellschaft die Texte zur Bauforschung (heute nur online verfügbar) und Einzelpublikationen heraus. Unregelmäßig stellt die Gesellschaft zudem mit den Studien zur Bauforschung wissenschaftliche Arbeiten einzelner Wissenschaftler heraus. Weitere Publikationen werden durch die Koldewey-Gesellschaft gefördert.
1992 hat die Gesellschaft eine Resolution zu Grundvoraussetzungen wissenschaftlicher Denkmalpflege und archäologischer Ausgrabungen, zur Verbesserung der Aus- und Fortbildung, zur Qualifikation der Leiter von Erhaltungs- und Umbaumaßnahmen sowie von Ausgrabungen und zur Notwendigkeit von Konservierungskonzepten beschlossen.

## Preis der Koldewey-Gesellschaft
Aus Anlass des 75-jährigen Bestehens der Gesellschaft wurde im Jahr 2001 der Preis der Koldewey-Gesellschaft ins Leben gerufenen. Er soll insbesondere der Nachwuchsförderung in der Bauforschung dienen.